# Nicholas Maw
John Nicholas Maw (* 5. November 1935 in Grantham, Lincolnshire; † 19. Mai 2009 in Washington, D.C.) war ein britischer Komponist.

## Leben
Maws Eltern waren Clarence Frederick Maw und Hilda Ellen Kammern. Er besuchte die Wennington School, ein Internat in Wetherby, West Yorkshire. Seine Mutter starb an Tuberkulose, als er 14 Jahre war. 1960 heiratete er Carol Graham, mit der er einen Sohn und eine Tochter hatte. Die Ehe wurde im Jahr 1976 geschieden. Seine letzten 24 Lebensjahre lebte er in Washington D. C. mit seiner Lebensgefährtin, der Keramik-Künstlerin Maija Hay. 
Nicholas Maw studierte von 1955 bis 1958 bei Paul Steinitz und Lennox Berkeley an der Royal Academy of Music, London, und in Paris bei Nadia Boulanger und dem Schönberg-Schüler Max Deutsch.
Stationen seiner Laufbahn als Hochschullehrer waren das Trinity College in Cambridge, die University of Exeter und die Yale University. Zuletzt war er Professor für Komposition am Peabody Conservatory in Baltimore. Für sein kammermusikalisches Schaffen erhielt er 1993 zusammen mit Aaron Jay Kernis den Stoeger Prize. 
Seine Oper Sophie's Choice wurde unter anderem am Royal Opera House (London), an der Deutschen Oper Berlin und der Volksoper Wien aufgeführt.
Maw verstarb im Mai 2009 im Alter von 73 Jahren aufgrund einer Herzinsuffizienz mit Komplikationen.

## Werke

### Orchesterwerke
- Odyssey 1987
- The World in the Evening, 1988

### Opern
- Sophie's Choice, 2002

### Filme
- Turkey the Bridge, Kurzfilm 1966